# Dariusz Tabor
Dariusz Tabor (ur. 3 lutego 1958 w Miechowie) – polski duchowny rzymskokatolicki, zmartwychwstaniec, historyk sztuki średniowiecznej i muzealnik.

## Życiorys
Absolwent Liceum Ogólnokształcącego im. Henryka Sienkiewicza w Kędzierzynie-Koźlu. W 1982 ukończył studia z zakresu historii sztuki na Wydziale Filozoficzno-Historycznym Uniwersytetu Wrocławskiego (pracę magisterską poświęcił gotyckim monstrancjom śląskim). Doktoryzował się w 2001 na Wydziale Historycznym Uniwersytetu Jagiellońskiego na podstawie rozprawy zatytułowanej Iluminacje cysterskich kodeksów śląskich XIII wieku, której promotorem był prof. Jerzy Gadomski. Stopień doktora habilitowanego uzyskał w 2010 w Instytucie Sztuki PAN w oparciu o pracę pt. Malarstwo książkowe na Śląsku w XIV wieku.
W latach 1983–1987 pracował w dziale sztuki Muzeum Górnośląskiego w Bytomiu, sprawując merytoryczny nadzór nad zbiorami rzemiosła artystycznego. Jako nauczyciel akademicki zatrudniony na Uniwersytecie Papieskim Jana Pawła II w Krakowie (do 2009 Papieskiej Akademii Teologicznej), na którym objął stanowisko profesora nadzwyczajnego. Został kierownikiem Katedry Historii Sztuki Starożytnej i Średniowiecznej oraz dyrektorem Instytutu Historii Sztuki i Kultury na Wydziale Historii i Dziedzictwa Kulturowego UPJPII. Jego zainteresowania naukowe obejmują m.in. średniowieczne malarstwo książkowe, sztukę cystersów od XII do XV w. oraz treści ideowe sztuki średniowiecznej.
Odbył nowicjat w Zgromadzeniu Zmartwychwstania Pana Naszego Jezusa Chrystusa. 12 maja 1994 przyjął święcenia kapłańskie w kościele Zmartwychwstania Pańskiego w Krakowie z rąk biskupa Maximiliana Aicherna.